# Freddie Wadling – en släkting till älvorna
Freddie Wadling – en släkting till älvorna är en svensk dokumentärfilm från 1999 i regi av Kirsi Nevanti.
Filmen skildrar sångaren Freddie Wadling och inleds med en beskrivning av hans karriär. Därefter berättar Wadling själv om sin svåra barndom och musikens betydelse för hans utveckling. Filmen premiärvisades den 26 februari 1999 på biografer i Göteborg, Malmö och Stockholm och möttes av ett blandat mottagande där flera recensenter tyckte att Nevanti kunde ha fått ut mer av materialet. Filmen fick ett hedersomnämnande vid en filmfestival i Amsterdam 1999. Den gavs ut på DVD 2007.